# La Ménopause des fées
La Ménopause des fées est une trilogie fantastique écrite par Gudule. Elle est basée sur le mythe arthurien mais se déroule dans le monde contemporain. Elle a pour particularité de mêler humour, légende, langage de la rue et aperçu de la société contemporaine.

## Résumé
Le temps a passé, et le grand Merlin l'enchanteur a perdu son prestige et est tombé dans l'oubli. Il s'est réfugié dans la station de métro Brocéliande, à Paris, et le moins qu'on puisse dire, c'est qu'il n'est plus à la hauteur de la légende... Cependant, tout va changer, il en est persuadé. Accompagné par ses trois fidèles fées, Vivi, Moorgën, et Clochette, le voilà de retour, prêt à reprendre la quête du Graal, ou plutôt, de la Graal.

## Livres
1. Le Crépuscule des Dieux, 2005  (ISBN 978-2915549096)
2. Crimes et chatouillements, 2006  (ISBN 978-2915549829)
3. La nuit des porcs vivants, 2007  (ISBN 978-2352940456)